# آنا-تسوروشی

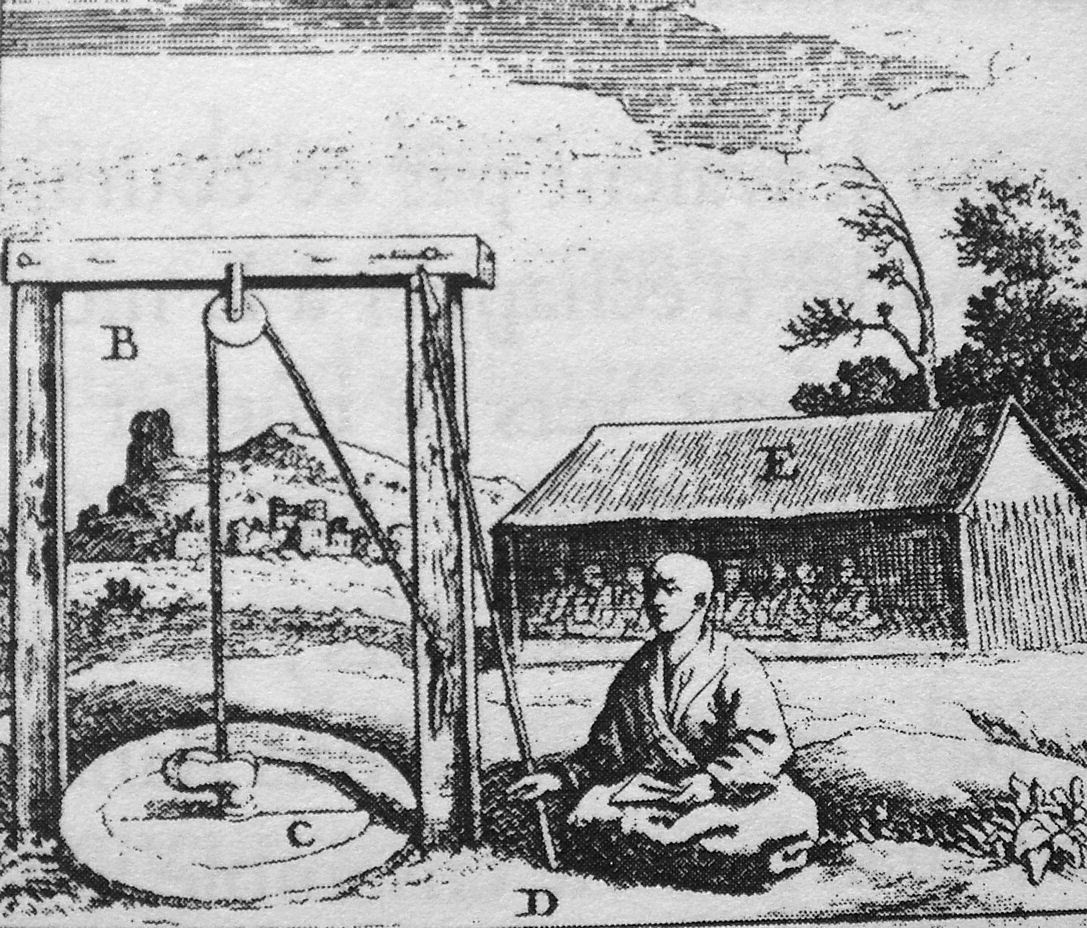
تصویری از آنا-تسوروشی

آنا-تسوروشی (به ژاپنی: 穴吊るし Ana-tsurushi) به معنی آویزان کردن از حفره همچنین به سادگی به عنوان تسوروشی «آویزان کردن» شناخته می‌شود، یک تکنیک شکنجه ژاپنی بود که در قرن هفدهم برای وادار کردن مسیحیان پنهان برای اظهار ندامت از ایمان استفاده می‌شد. مقتول از پاهایش به پایین آویزان می‌شد. هم مسیحیان ژاپنی و هم غربی شناخته شده‌اند که تحت این شکنجه قرار گرفته‌اند. یکی از دستان قربانی با طناب محکم گرفته می‌شود اما دیگری آزاد می‌ماند تا بتواند تمایل خود را به عقب‌نشینی نشان دهد.